# یواس‌سی‌جی‌سی کلور (دبلیوال‌بی-۲۹۲)
یواس‌سی‌جی‌سی کلور (دبلیوال‌بی-۲۹۲) (به انگلیسی: USCGC Clover (WLB-292)) یک کشتی بود که طول آن 180 feet oa. بود. این کشتی در سال ۱۹۴۲ ساخته شد.